# هایاتا کوماتسو
هایاتا کوماتسو (انگلیسی: Hayata Komatsu؛ زادهٔ ۷ نوامبر ۱۹۹۷) بازیکن فوتبال اهل ژاپن است.